# La mejor canción jamás cantada
La mejor canción jamás cantada fue un programa producido por Gestmusic Endemol para Televisión Española, que se emitió cada viernes a las 22:10 horas en la La 1. El formato, presentado por Roberto Leal, se emitió entre el 15 de febrero y el 5 de abril de 2019 con el objetivo de encontrar la canción más valorada de los últimos tiempos entre las seleccionadas.

## Equipo

### Presentador
| Presentador  | Ocupación                                  |
| ------------ | ------------------------------------------ |
| Roberto Leal | Periodista, reportero y presentador de TV. |

### Jurado Fijo
| Jurado       | Ocupación                                       |
| ------------ | ----------------------------------------------- |
| Noemí Galera | Productora de televisión y directora de casting |
| Tony Aguilar | Locutor de radio                                |

### Jurado Invitado
| Jurado                  | Ocupación                        | Gala      |
| ----------------------- | -------------------------------- | --------- |
| Ágatha Ruiz de la Prada | Diseñadora de moda               | 1.ª       |
| Manu Sánchez            | Actor, humorista y presentador   | 2.ª       |
| Boris Izaguirre         | Escritor y colaborador de TV     | 3.ª       |
| Anabel Alonso           | Actriz, humorista y presentadora | 4.ª       |
| Antonio Resines         | Actor                            | 5.ª       |
| Eva Hache               | Actriz, cómica y presentadora.   | 6.ª y 8.ª |
| Llum Barrera            | Actriz, humorista y presentadora | 7.ª       |
| Jaime Altozano          | Compositor y productor musical   | 8.ª       |

### Colaboradores
| Colaborador    | Ocupación                      |
| -------------- | ------------------------------ |
| Jaime Altozano | Compositor y productor musical |
| David Amor     | Actor y humorista              |

## Invitados
| Invitado                 | Ocupación                                             | Gala | Intérprete                     | Canción                                                                                         | Información                                 |
| ------------------------ | ----------------------------------------------------- | ---- | ------------------------------ | ----------------------------------------------------------------------------------------------- | ------------------------------------------- |
| Vicky Larraz             | Cantante y vocalista de Olé Olé                       | 1.ª  | Ella misma                     |                                                                                                 | Comentarista                                |
| Famous Oberogo           | Cantante y ganador de Operación Triunfo 2018          | 1.ª  | Michael Jackson                | «Rock with You»                                                                                 | Invitado                                    |
| Karina                   | Cantante y representante de España en Eurovisión 1971 | 2.ª  | Ella misma                     |                                                                                                 | Comentarista                                |
| The Flaming Shakers      | Banda tributo a The Beatles                           | 2.ª  | The Beatles                    | Popurrí de éxitos de The Beatles                                                                | Invitados                                   |
| Ruth Lorenzo             | Cantante, representante de España en Eurovisión 2014  | 3.ª  | Robbie Williams                | «Feel»                                                                                          | Invitada                                    |
| Arkano                   | Rapero                                                | 3.ª  | Él mismo                       |                                                                                                 | Presentación de Proyecto Arkano             |
| Sonia Madoc              | Cantante                                              | 3.ª  | Ella misma                     |                                                                                                 | Comentarista                                |
| Miquel Fernández         | Actor y cantante                                      | 4.ª  | Elvis Presley                  | «Jailhouse Rock»                                                                                | Invitado                                    |
| Miguel Molina            | Actor español y hijo de Antonio Molina                | 4.ª  | Él mismo                       |                                                                                                 | Comentarista                                |
| Ricky Merino             | Cantante y concursante de Operación Triunfo 2017      | 5.ª  | Spice Girls                    | «Wannabe»                                                                                       | Invitado                                    |
| Ana Obregón              | Actriz y presentadora                                 | 5.ª  | Ella misma                     |                                                                                                 | Comentarista                                |
| Los del Río              | Cantantes                                             | 5.ª  | Ellos mismos                   |                                                                                                 | Comentaristas                               |
| Paloma Bloyd             | Actriz                                                | 5.ª  | Ella misma                     |                                                                                                 | Presenta la temporada de Cuéntame cómo pasó |
| Agoney                   | Cantante y concursante de Operación Triunfo 2017      | 6.ª  | Stevie Wonder                  | «Superstition»                                                                                  | Invitado                                    |
| Jeanette                 | Cantante                                              | 6.ª  | Ella misma                     |                                                                                                 | Comentarista                                |
| Álvaro Soler             | Cantante y compositor                                 | 7.ª  | Él mismo                       |                                                                                                 | Comentarista                                |
| Andrés Salado            | Músico y director de orquesta                         | 7.ª  | Él mismo                       |                                                                                                 | Jurado de Prodigios                         |
| Jaime Infante            | Violinista                                            | 7.ª  | Él mismo                       |                                                                                                 | Concursante de Prodigios                    |
| Frank Diago              | Cantante                                              | 7.ª  | Sia                            | «Chandelier»                                                                                    | Invitado                                    |
| Las Supremas de Móstoles | Cantantes                                             | 8.ª  | Medley de los años 50, 60 y 70 | «Mare Nostrum (Ola, ola, ola)» (Marisol), «La felicidad» (Palito Ortega) y «Borriquito» (Peret) | Invitados                                   |
| Nerea Rodríguez          | Cantante y concursante de Operación Triunfo 2017      | 8.ª  | Medley de los años 1980 y 90   | «Juntos» (Paloma San Basilio) y «María» (Ricky Martin)                                          | Invitados                                   |
| Ricky Merino             | Cantante y concursante de Operación Triunfo 2017      | 8.ª  | Medley de los años 2000 y 2010 | «Te quiero más» (Fórmula Abierta) y «Danza kuduro» (Don Omar)                                   | Invitados                                   |
| Karina                   | Cantante y representante de España en Eurovisión 1971 | 8.ª  | Ella misma                     |                                                                                                 | Comentarista                                |

## Galas

### Gala 1 (Años 1980)
| Canción                                           | Intérprete                     | Resultado     |
| ------------------------------------------------- | ------------------------------ | ------------- |
| «Chica de ayer» (Nacha Pop)                       | Alfred García                  | Ganador (64%) |
| «Enamorado de la moda juvenil» (Radio Futura)     | El Kanka                       | Segundo (25%) |
| «Bailando» (Alaska y los Pegamoides)              | Bebe                           | Tercera (11%) |
| «La puerta de Alcalá» (Ana Belén y Víctor Manuel) | María Escarmiento y Roi Méndez |               |
| «No controles» (Olé Olé)                          | Ana Mena                       |               |
| «Maquillaje» (Mecano)                             | Ana Guerra                     |               |
| «Salta!» (Tequila)                                | Carlos Marco                   |               |
| «Camino Soria» (Gabinete Caligari)                | Diego Cantero                  |               |
| «Un velero llamado libertad» (José Luis Perales)  | Falete                         |               |
| «Venezia» (Hombres G)                             | Efecto Mariposa                |               |

Invitados
| Artista        | Canción                           |
| -------------- | --------------------------------- |
| Famous Oberogo | «Rock with You» (Michael Jackson) |

### Gala 2 (Años 60)
| Canción                                    | Intérprete                      | Resultado     |
| ------------------------------------------ | ------------------------------- | ------------- |
| «Yo soy aquel» (Raphael)                   | Gerónimo Rauch                  | Ganador (46%) |
| «La, la, la» (Massiel)                     | María Villalón                  | Segunda (36%) |
| «Flamenco» (Los Brincos)                   | Lorena Gómez                    | Tercera (18%) |
| «Estando contigo» (Conchita Bautista)      | Azúcar Moreno                   |               |
| «Quince años tiene mi amor» (Dúo Dinámico) | Los del Río                     |               |
| «Las flechas del amor» (Karina)            | Marilia Monzón                  |               |
| «La chica ye ye» (Concha Velasco)          | María Parrado                   |               |
| «Cuando calienta el sol» (Hermanos Rigual) | Lérica                          |               |
| «Cuéntame» (Formula V)                     | Nerea Rodríguez y Raoul Vázquez |               |
| «La plaga» (Los Teen Tops)                 | Jimmy Barnatán                  |               |

Invitados
| Artista             | Canción                          |
| ------------------- | -------------------------------- |
| The Flaming Shakers | Popurrí de éxitos de Los Beatles |

### Gala 3 (Años 2000)
| Canción                                       | Intérprete               | Resultado      |
| --------------------------------------------- | ------------------------ | -------------- |
| «Ave María» (David Bisbal)                    | Marta Sango              | Ganadora (76%) |
| «Caminando por la vida» (Melendi)             | Lucrecia                 | Segunda (17%)  |
| «Ni una sola palabra» (Paulina Rubio)         | Vicky Larraz             | Tercera (7%)   |
| «A Dios le pido» (Juanes)                     | Rosa López               |                |
| «Toda la noche en la calle» (Amaral)          | Natalia Lacunza          |                |
| «Aserejé» (Las Ketchup)                       | Las Supremas de Móstoles |                |
| «Yo quiero bailar» (Sonia y Selena)           | Belén Aguilera           |                |
| «Nada fue un error» (Coti)                    | Dani Fernández           |                |
| «Por la boca vive el pez» (Fito & Fitipaldis) | Nil Moliner              |                |
| «La playa» (La oreja de Van Gogh)             | Manel Navarro            |                |

Invitados
| Artista      | Canción                  |
| ------------ | ------------------------ |
| Ruth Lorenzo | «Feel» (Robbie Williams) |

### Gala 4 (Años 50)
| Canción                                  | Intérprete               | Resultado      |
| ---------------------------------------- | ------------------------ | -------------- |
| «Pena, penita, pena» (Lola Flores)       | Melody                   | Ganadora (49%) |
| «El reloj» (Lucho Gatica)                | Taburete                 | Segundos (37%) |
| «Mirando al mar» (Jorge Sepúlveda)       | Marta Sánchez            | Tercera (14%)  |
| «Quiéreme siempre» (Los Cinco Latinos)   | María Villalón           |                |
| «Camino verde» (Juanito Segarra)         | Dave Zulueta             |                |
| «Luna de miel» (Gloria Lasso)            | Sabela Ramil             |                |
| «Un telegrama» (Monna Bell)              | La Terremoto de Alcorcón |                |
| «Dos gardenias» (Antonio Machín)         | Georgina                 |                |
| «Soy minero» (Antonio Molina)            | Paco Arrojo              |                |
| «Quizás, quizás, quizás» (Nat King Cole) | Soleá Morente            |                |

Invitados
| Artista          | Canción                          |
| ---------------- | -------------------------------- |
| Miquel Fernández | «Jailhouse Rock» (Elvis Presley) |

### Gala 5 (Años 1990)
| Canción                                                                | Intérprete       | Resultado      |
| ---------------------------------------------------------------------- | ---------------- | -------------- |
| «La flaca» (Jarabe de Palo)                                            | Alba Reche       | Ganadora (59%) |
| «Corazón partío» (Alejandro Sanz)                                      | Lola Índigo      | Segundo (36%)  |
| «No me importa nada» (Luz Casal)                                       | Zenet            | Tercera (5%)   |
| «Mi tierra» (Gloria Estefan)                                           | Carlos Baute     |                |
| «Chiquilla» (Seguridad Social)                                         | Miki Núñez       |                |
| «Sólo se vive una vez» (Azúcar Moreno)                                 | Sweet California |                |
| «La raja de tu falda» (Estopa)                                         | Raúl             |                |
| «Sin documentos» (Los Rodríguez)                                       | Carlos Sadness   |                |
| «Como un burro amarrado en la puerta del baile» (El último de la fila) | David Otero      |                |
| «La Macarena» (Los del Río)                                            | Fórmula Abierta  |                |

Invitados
| Artista      | Canción                 |
| ------------ | ----------------------- |
| Ricky Merino | «Wannabe» (Spice Girls) |

### Gala 6 (Años 70)
| Canción                                     | Intérprete     | Resultado     |
| ------------------------------------------- | -------------- | ------------- |
| «Mediterráneo» (Joan Manuel Serrat)         | Andrés Suárez  | Ganador (42%) |
| «Vivir así es morir de amor» (Camilo Sesto) | Edu Soto       | Segundo (31%) |
| «Eres tú» (Mocedades)                       | Sole Giménez   | Tercera (27%) |
| «Gavilán o paloma» (Pablo Abraira)          | David Civera   |               |
| «Un beso y una flor» (Nino Bravo)           | Bely Basarte   |               |
| «Soy rebelde» (Jeanette)                    | Natalia        |               |
| «Fiesta» (Raffaella Carrá)                  | Raya Real      |               |
| «Help» (Tony Ronald)                        | Efecto Pasillo |               |
| «Te estoy amando locamente» (Las Grecas)    | Las Ketchup    |               |
| «Gwendolyne» (Julio Iglesias)               | Carlos Right   |               |

Invitados
| Artista | Canción                        |
| ------- | ------------------------------ |
| Agoney  | «Superstition» (Stevie Wonder) |

### Gala 7 (Años 2010)
| Canción                                       | Intérprete                       | Resultado     |
| --------------------------------------------- | -------------------------------- | ------------- |
| «Quédate conmigo» (Pastora Soler)             | Agoney                           | Ganador (52%) |
| «Solamente tú» (Pablo Alborán)                | Julia Medina                     | Segunda (41%) |
| «Malamente» (Rosalía)                         | Barei                            | Tercera (7%)  |
| «Lo malo» (Ana Guerra y Aitana)               | Brisa Fenoy                      |               |
| «Despacito» (Luis Fonsi y Daddy Yankee)       | Nuria Fergó                      |               |
| «Bailando» (Enrique Iglesias y Gente de Zona) | Bombai                           |               |
| «La bicicleta» (Shakira y Carlos Vives)       | Mireia Montávez y Jorge González |               |
| «Como te atreves» (Morat)                     | Naím Thomas y Joan Garrido       |               |
| «Sofía» (Álvaro Soler)                        | Álex O'Dogherty                  |               |
| «Vivir mi vida» (Marc Anthony)                | Gemeliers                        |               |

Invitados
| Artista     | Canción            |
| ----------- | ------------------ |
| Frank Diago | «Chandelier» (Sia) |

### Gala 8 (Final)
| Canción                             | Intérprete     | Década   | Resultado      |
| ----------------------------------- | -------------- | -------- | -------------- |
| «Mediterráneo» (Joan Manuel Serrat) | Alba Reche     | Los 70   | Ganadora (55%) |
| «Ave María» (David Bisbal)          | Agoney         | Los 2000 | Segundo (32%)  |
| «La flaca» (Jarabe de Palo)         | Marta Sango    | Los 90   | Tercera (13%)  |
| «Chica de ayer» (Nacha Pop)         | Andrés Suárez  | Los 80   | Cuarto (7%)    |
| «Yo soy aquel» (Raphael)            | Melody         | Los 60   | Quinta (6%)    |
| «Quédate conmigo» (Pastora Soler)   | Gerónimo Rauch | Los 2010 | Sexto (5%)     |
| «Pena, penita, pena» (Lola Flores)  | Falete         | Los 50   | Séptimo (3%)   |

Invitados
| Artista                  | Canción                        |
| ------------------------ | ------------------------------ |
| Las Supremas de Móstoles | Medley de los años 50, 60 y 70 |
| Nerea Rodríguez          | Medley de los años 80 y 90     |
| Ricky Merino             | Medley de los años 2000 y 2010 |

## Audiencias

### La mejor canción jamás cantada (2019)
| Fecha      | Día     | Hora  | Gala   | Década   | Espectadores | Share |
| ---------- | ------- | ----- | ------ | -------- | ------------ | ----- |
| 15/02/2019 | Viernes | 22:10 | Gala 1 | Los 80   | 1 136 000    | 7,4%  |
| 22/02/2019 | Viernes | 22:10 | Gala 2 | Los 60   | 1 290 000    | 8,5%  |
| 01/03/2019 | Viernes | 22:10 | Gala 3 | Los 2000 | 1 182 000    | 8,3%  |
| 09/03/2019 | Sábado  | 22:10 | Gala 4 | Los 50   | 1 257 000    | 8,8%  |
| 15/03/2019 | Viernes | 22:10 | Gala 5 | Los 90   | 1 096 000    | 7,9%  |
| 22/03/2019 | Viernes | 22:10 | Gala 6 | Los 70   | 1 351 000    | 9,7%  |
| 29/03/2019 | Viernes | 22:10 | Gala 7 | Los 2010 | 1 104 000    | 8,1%  |
| 05/04/2019 | Viernes | 22:10 | Gala 8 | Final    | 1 304 000    | 8,9%  |

## Audiencia media
| Edición                              | Presentador  | Temporada | Programas | Fecha | Cadena | Espectadores | Cuota |
| ------------------------------------ | ------------ | --------- | --------- | ----- | ------ | ------------ | ----- |
| [ 1 ] La mejor canción jamás cantada | Roberto Leal | 1         | 8         | 2019  | La 1   | 1 202 000    | 8,4%  |